# Zingiber recurvatum
Zingiber recurvatum är en enhjärtbladig växtart som beskrevs av Shao Quan Tong och Y.M. Xia. Zingiber recurvatum ingår i släktet Zingiber och familjen Zingiberaceae. Inga underarter finns listade i Catalogue of Life.